# 古代宇宙飛行士説

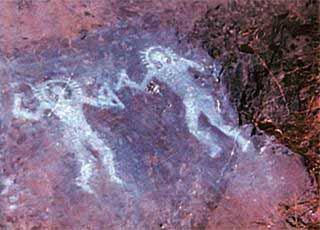
紀元前10000年の絵画（イタリア、ヴァルカモニカの岩絵群）

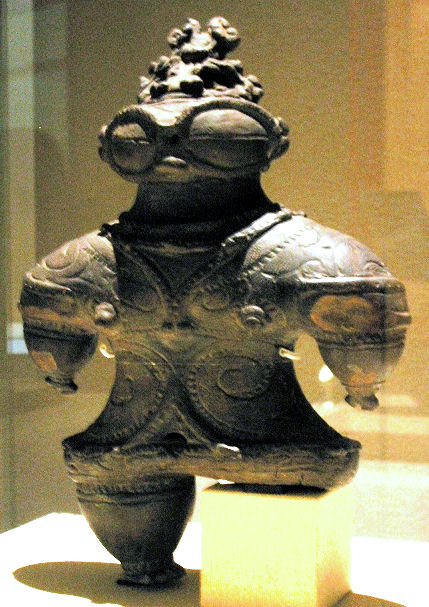
亀ヶ岡遺跡出土の遮光器土偶。外見が宇宙服のように見えるため、この土偶は縄文時代に地球に訪れた宇宙人ではないかと疑う者もいる。

古代宇宙飛行士説（こだいうちゅうひこうしせつ、英: ancient astronauts theory、space god theory）とは、人類史上の古代または超古代に宇宙人が地球に飛来し、人間を創造し、超古代文明を授けたという疑似科学の一説である。別名を「太古宇宙飛行士来訪説」、「宇宙人考古学」、「宇宙考古学」ともいう。この範疇でキリスト宇宙人説も唱えられている。

## 概要
人工衛星から遺跡を調査する考古学の一分野である「宇宙考古学」とは全く異なる物である。また混同されやすいものにアーキオアストローノミ、「考古天文学」がある。これは考古学的に古代人の天文学に関する知識と、天体にかかわる文化活動を研究するものである。

## 説の来歴
空飛ぶ円盤研究団体である宇宙友好協会(CBA)の招きで1961年に来日したジョージ・ハント・ウィリアムソンなど初期の提唱者がいる。その後、古代核戦争説についても関連づけて提唱するものもいる。

### エーリッヒ・フォン・デニケンのブーム
スイスの実業家エーリッヒ・フォン・デニケンの『未来の記憶』(Erinnerungen an die Zukunft)が1970年代に世界的ベストセラーとなり、一大宇宙超古代史ブームを引き起こし広まった説である。とくに『未来の記憶』で旧約聖書の『エゼキエル書』が宇宙人来訪の様子を描写しているとして話題になった。その他ナスカの地上絵も宇宙人に関連するものであるという説が有名である。その後 『星への帰還』、『太古の宇宙人-太古に地球を訪れた宇宙人』、『奇跡』などの著作が邦訳され、話題となった。その主な内容は以下のとおり。
- 巨大な考古学遺跡やオーパーツは、宇宙人の技術で作られた。
- 宇宙人は、類人猿から人類を創った。
- 世界各地に残る神話の神々は、宇宙人を神格化したもの。

『未来の記憶』は1960年代にSFマガジン（早川書房）に一部掲載され1969年に『未来の記憶』（松谷健二訳　ハヤカワ・ライブラリ）として刊行されていたがその当時は話題となることはなかった。有名にしたのは角川春樹で、1974年（昭和49年）発刊の『未来の記憶』（松谷健二訳）が角川文庫の「超自然の謎シリーズ」刊行のきっかけとなり、「精神世界」というジャンル創設の草分け的存在である。
デニケンの著作がブームを引き起こしたのは『ノストラダムスの大予言』（五島勉）に象徴される終末論やユリ・ゲラーの超能力が話題を集めた時期と重なり、1970年代のオカルトブームの一翼を担った。

## 主な論者
- ジョルジョ・A・ツォカロス（ギリシャ）
- ジョージ・ハント・ウィリアムソン（アメリカ合衆国）
- モーリス・ジェサップ（アメリカ合衆国）
- アレキサンドル・カザンツェフ（ソビエト連邦）
- レイモンド・ドレイク（イギリス）
- エーリッヒ・フオン・デニケン（スイス）
- ロバート・テンプル
- ゼカリア・シッチン:仮説上の天体#ニビル/氷惑星およびニビル (仮説上の惑星)に惑星ニビルの記述あり。
- バシャール

## 古代宇宙飛行士説を主題とする作品
- 百億の昼と千億の夜（1965年） - 生命の発生から文明の誕生までが、「シ」の命を受けた「惑星開発委員会」の計画として描かれる。
- ウルトラマン　第7話「バラージの青い石」（1966年）
- 鉄腕アトム 一億年前の犯罪（1967年）
- 2001年宇宙の旅（1968年） - 謎の黒い石板「モノリス」が人類の進化を促したというもの。
- バビル2世（1971年）
- ウルトラマンA　第25話「ピラミッドは超獣の巣だ!」（1972年）
- 大空魔竜ガイキング（1976年）
- マーズ（1976年）
- ミクロマンM15Xシリーズ（ミクロマンコマンド）（1977年） - 遮光器土偶説を採用。
- 宇宙海賊キャプテンハーロック（1977年）
- 超時空要塞マクロス（1982年）
- 蒼き流星SPTレイズナー（1985年） - 外宇宙から地球を侵略し制圧したグラドス人（宇宙人）が、地球人の先祖と判明。グラドス星では、支配階層の上層部のみ知る「グラドス創成の秘密」として、被支配層には秘匿されていた。クライマックスは、ペルーのナスカ砂漠が舞台となる。
- 強殖装甲ガイバー（1985年）
- 竜の柩（1989年） - 高橋克彦の伝奇SF小説。遮光器土偶説を採用。
  - 新・竜の柩（1992年）
- ふしぎの海のナディア（1990年）
- ウルトラQ ザ・ムービー 星の伝説（1990年）
- スターゲイト（1994年）
- 飛べ!イサミ（1995年）
  - 学園戦記ムリョウ（2001年） - 『飛べ!イサミ』と世界観が同一。
- 封神演義（漫画版）（1996年）
- ドラえもん のび太のねじ巻き都市冒険記（1996年）
- シャーマンキング（1998年） - 2009年発売の完全版にて判明。
- ウルトラセブン1999最終章6部作（1999年） - 地球人の先祖が、古代に地球を訪れた宇宙人と判明。
- DADDYFACE（2000年）
- GALACTICA/ギャラクティカ（2003年 - 2009年） - 太古の昔、12コロニー惑星で繁栄していた人類は、自らが創造したロボット・知能であるサイロンによる無差別核攻撃によってほぼ滅び去った。生き残った者たちは敗走を余儀なくされ、宇宙空母「ギャラクティカ」に乗船。サイロンの追撃をかわしながら、太古の伝説に語られる13番目のコロニー「地球」を目指し、過酷な旅に出る。長き旅の果て、「地球」にたどり着いた彼らは、同じDNAをもつ未開部族と交わり、現在の地球人の祖となる。
- エイリアンVSプレデター（2004年）
- プロメテウス(2012年) - エイリアン・シリーズの前日譚。
- インディ・ジョーンズ/クリスタル・スカルの王国（2008年）
- トランスフォーマー/最後の騎士王（2017年）
- 古代の宇宙人（2009年 - ） - アメリカのTV番組。
- 戦姫絶唱シンフォギア（2012年 - 2019年）-シュメール文明のアヌンナキにまつわる神話で物語に大きく関わっている。